# Cantacuzinopaleis

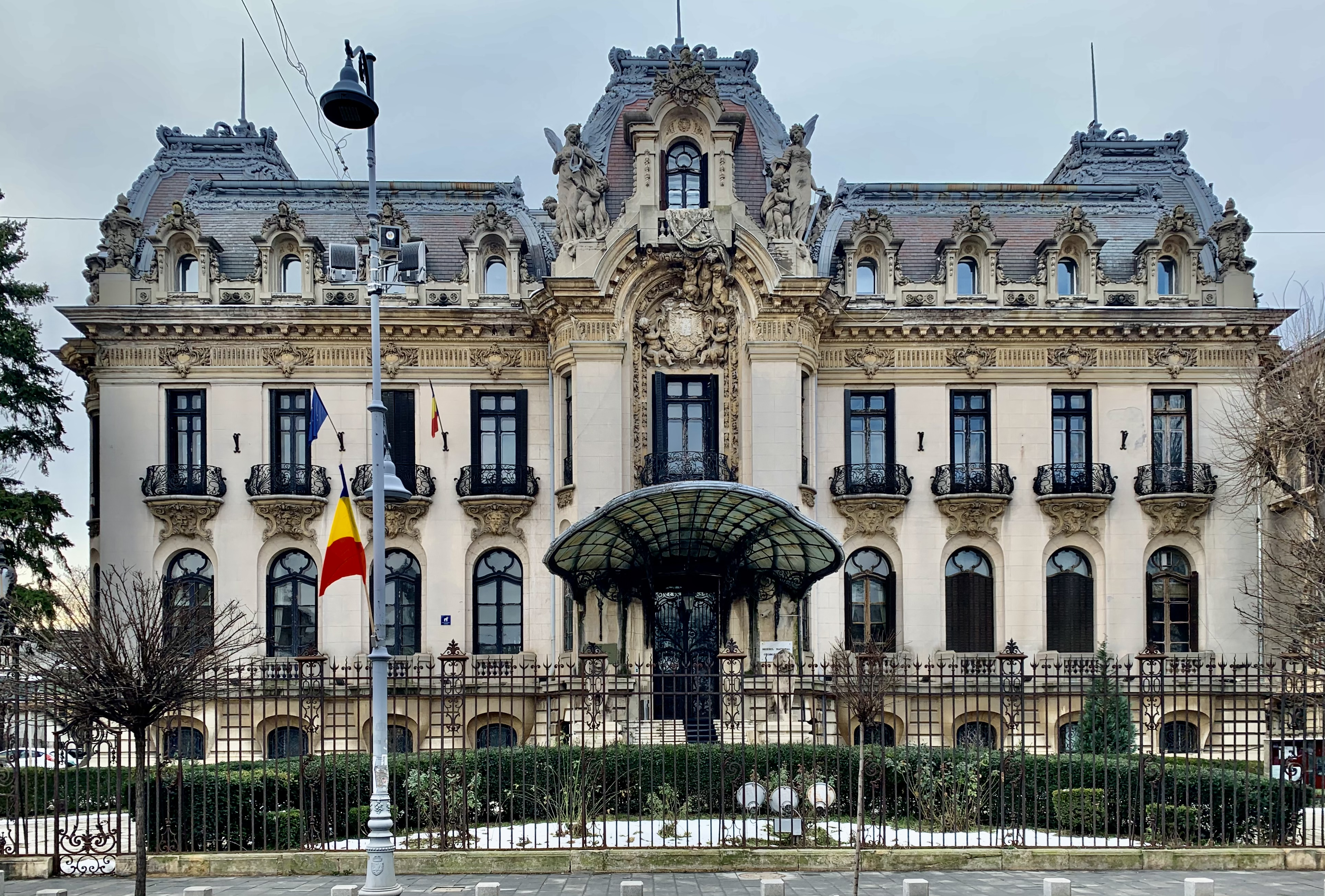
Palatul Cantacuzino in januari 2021

Het Cantacuzinopaleis (Roemeens: Palatul Cantacuzino) is een paleis in Boekarest dat tegenwoordig functioneert als museum, het George Enescumuseum.
Het paleis werd tussen 1898 en 1900 gebouwd naar het ontwerp van architect I.D. Berindei, in Franse barokstijl, voor Gheorghe Grigore Cantacuzino. De hoofdingang ligt aan de Calea Victoriei, een beroemde weg in Boekarest.